# Política basada en la evidencia
La política basada en la evidencia o en certezas (en inglés, evidence-based policy) es un término utilizado en el campo de las políticas públicas y la administración pública para referirse a las decisiones que se toman a partir de evidencias generadas de manera rigurosa y objetiva a partir del conocimiento científico. La motivación detrás de este enfoque es incrementar la probabilidad de éxito de las intervenciones que se financian con recursos públicos, pues existe la convicción de que los objetivos sociales se alcanzan cuando están sustentados por evidencias científicas acerca del tipo de programas o iniciativas que han demostrado ser más efectivas para resolver los problemas que aquejan a la población. En la actualidad, el incremento de la información disponible y los sistemas sociales complejos determinan que el uso del conocimiento científico resulte esencial.

## Antecedentes
El precursor de las políticas basadas en la evidencia (PBE) es la medicina basada en la evidencia, que tiene como objetivo llegar a soluciones médicas científicamente probadas, mientras que la PBE busca que se apliquen políticas públicas que hayan demostrado ser efectivas para resolver un problema social concreto. Gráficamente, se pueden evaluar estas intervenciones o programas, con una lógica causal, mediante la aplicación de la teoría de cambio y la matriz de marco lógico.
La PBE tomó mayor impulso con el gobierno de Tony Blair, primer ministro de Reino Unido entre 1997 y 2007, que abogó por un Estado que limitase el peso de la ideología y produjera intervenciones públicas que tomaran forma con base en certezas y no como respuestas a presiones políticas a corto plazo. Blair afirmó que la formulación de buenas políticas dependía de la existencia de información de alta calidad proveniente de diversas fuentes, como el conocimiento especializado, la investigación nacional e internacional, datos estadísticos, consultas a las partes interesadas (stakeholders), evaluaciones de políticas y fuentes secundarias. De esta manera, la investigación científica puede ampliar las capacidades políticas y fortalecer el marco institucional e intelectual del diseño de las políticas públicas. Adicionalmente, un factor importante para fomentar el uso de políticas basadas en evidencia es una sociedad activa, que demande la investigación a los gobernantes y servidores públicos.

## Metodología
Dentro del enfoque de PBE, la evidencia se refiere al efecto causal que produce un programa o una intervención sobre un grupo de individuos. Medir el impacto del programa requiere un ejercicio riguroso, que convencionalmente se realiza con métodos experimentales o cuasiexperimentales para saber si existen diferencias estadísticamente significativas entre el grupo que recibe la intervención y un grupo de control que no la recibe.
El método experimental consiste en la realización de pruebas controladas aleatorizadas, mientras que los métodos cuasiexperimentales más comunes incluyen diferencias en diferencias, variables instrumentales, regresión discontinua y emparejamiento (matching). La idea clave detrás de estos métodos es encontrar un grupo de control o comparación válida para calcular cuál habría sido el resultado del grupo de tratamiento si no hubiera recibido la intervención. Estos métodos se utilizan frecuentemente en las políticas de desarrollo. Por ejemplo, el método experimental se ha utilizado en numerosos países para evaluar la efectividad de políticas de educación, salud, delincuencia, agricultura, medio ambiente, economía, mercado laboral, etcétera.
Más allá de la evaluación de programas existen las «metaevaluaciones», como la evaluación de evaluabilidad, que consiste en describir el objetivo y metas del programa, comprobar la correcta conceptualización para ser evaluable e identificar el interés en los hallazgos de la evaluación. Complementariamente a las evaluaciones de impacto y las metaevaluaciones, se cuenta con evaluaciones de necesidades, de diseño, del proceso, de la lógica y de la plausibilidad.

## SigloXXI
En la primera década del siglo XXI, el enfoque de PBE se ha consolidado en distintos países como Estados Unidos, Canadá, Reino Unido, Australia y Nueva Zelanda. Iniciativas como la «Campbell Collaboration», la «Cochrane Collaboration», «Innovations for Poverty Action», el «Abdul Latif Jameel Poverty Action Lab» y la «International Initiative for Impact Evaluation» son ejemplos de organizaciones que promueven decisiones basadas en la evidencia para el desarrollo de programas. En Estados Unidos, la «Commission on Evidence-Based Policymaking» (CEP) se creó para desarrollar una estrategia para aumentar la disponibilidad y el uso de datos con el fin de generar evidencias sobre los programas gubernamentales. Otro recurso en el campo de las políticas basadas en la evidencia es el «Alliance for Useful Evidence», una red en Reino Unido que promueve el uso de evidencias de alta calidad para orientar decisiones sobre estrategias, políticas y prácticas a través de la publicación de investigaciones, el intercambio de ideas y consejos, así como para la celebración de reuniones y formación.
En Latinoamérica los sistemas de evaluación aún se encuentran en desarrollo y la utilización de la evidencia para la toma de decisiones públicas aún no está del todo institucionalizada. En un estudio realizado por el «Centro para el Aprendizaje sobre Evaluación y Resultados» (CLEAR) para América Latina y el Caribe, solamente Brasil, Chile y México mantenían un nivel intermedio en la utilización de la evidencia para las políticas públicas. Según el estudio, Argentina, Colombia, Costa Rica, Ecuador, Perú, Uruguay y Venezuela presentaban un nivel bajo.

## Límites
Existen numerosos factores que pueden limitar la utilización de la evidencia en las políticas públicas. Los factores que diferencian a los gobiernos de los países desarrollados de los países en desarrollo y que afectan las PBE, como el estado de las instituciones democráticas que no permiten la estabilidad para desarrollar investigación ni vincularla con la toma de decisiones. De la misma forma, se añaden problemas como la falta de profesionalización de las burocracias: la influencia de la investigación es mayor donde existen funcionarios receptivos y con capacidades para poner en práctica los resultados de la investigación. También existe el problema de que la evaluación se considere como un requisito o una obligación para las administraciones públicas y no como un mecanismo de aprendizaje que contribuye a mejorar los programas públicos. Por esta razón, rara vez existe una relación clara y lineal entre la evaluación y la formulación de políticas públicas, usándose más la experiencia personal, las actitudes o los instintos para tomar decisiones, que la evaluación real de las propuestas.

## Críticas
Con el crecimiento del enfoque de PBE han surgido distintas críticas. La evidencia no es inmutable y puede interpretarse de manera subjetiva cuando sólo se utilizan los datos sin realizar el análisis de una manera correcta. Asimismo, el concepto de PBE se ha extendido tanto que puede acabar empleándose mal. Por último, otros enfoques, como el de la complejidad, han surgido como alternativa para comprender la realidad con mayor profundidad analítica y aplicarla al campo de las políticas públicas. En general, el avance en el uso de PBE en los gobiernos a nivel mundial es moderado, puesto que están limitados por los costos monetarios, el tiempo, los factores políticos, sociales y económicos. Persiste el reto en la materia de difundir los beneficios de la PBE y promover su uso.